# 461年
| 千纪： | 1千纪                                                                                           |
| 世纪： | 4世纪 \| 5世纪 \| 6世纪                                                                         |
| 年代： | 430年代 \| 440年代 \| 450年代 \| 460年代 \| 470年代 \| 480年代 \| 490年代                       |
| 年份： | 456年 \| 457年 \| 458年 \| 459年 \| 460年 \| 461年 \| 462年 \| 463年 \| 464年 \| 465年 \| 466年 |
| 纪年： | 辛丑年（牛年）；北魏和平二年；南朝宋大明五年                                                    |

## 逝世
- 劉休茂，宋文帝劉义隆第十四子，因而對代行州事的庾深之等人存有怨恨，遂聽信張伯超而起兵反叛，但旋即被消滅，處斬。